# Lotus 21
Lotus 21 je Lotusov dirkalnik Formule 1, ki je bil v uporabi med sezonama 1961 in 1965. Zasnoval ga je Colin Chapman, je dirkalnik z motorjem za dirkačem in cevnim sestavljenim ogrodjem iz steklenih vlaken, podobno kot Lotus 18. Poganjal ga je Coventry Climax FPF 4-cilindrični motor, uporabljal je diskaste zavore na vseh kolesih. 
Uporabljalo ga je tovarniško moštvo Lotus in privatno moštvo Rob Walker Racing Team v sezoni 1961. Lotus 21 je prvi Lotus, ki je prinesel tovarniškemu moštvu konstruktorja zmago, ki jo je dosegel Innes Ireland na dirki za Veliko nagrado ZDA 1961. Pred tem pa je zmage doseglo že privatno moštvo Rob Walker Racing Team. Manjša privatna moštva so ga uporabljala vse do sezone 1965. Za sezono 1962 pa ga je v tovarniškem moštvu zamenjal Lotus 25, prvi dirkalnik narejen iz enovite školjke.